# Edmond Pognon
Pour les articles homonymes, voir Pognon.
Edmond Pognon est un bibliothécaire et historien médiéviste français né à Toul le 4 avril 1911 et mort le 28 septembre 2007 à Paris.

## Biographie
Fils de Félix Pognon, général de l'armée française, Edmond Pognon étudie à l'École des chartes : il rédige une thèse intitulée Jacques de Révigny, jurisconsulte à Orléans, entre 1260 et 1289, qui lui permet d'obtenir le diplôme d'archiviste paléographe en 1934.
Il accomplit toute sa carrière professionnelle à la Bibliothèque nationale. Il entre le 1er juin 1935 comme attaché au département des Manuscrits puis comme bibliothécaire. Mais, pendant l'Occupation, il est muté à l'administration puis au secrétariat technique (comme adjoint de Pierre d'Espezel) pour avoir montré de la réticence envers la nomination irrégulière de Robert Devreesse par l'administrateur Bernard Faÿ.
Il accède cependant à la demande de ce dernier de préparer de courtes émissions pour Radio Paris, destinées à « attirer sur la grandeur et le charme passés de la France », ce qui revenait, d'après la Commission d'épuration de la BN à « recouvrir d'un pavillon français l'organe de la propagande allemande » tout en notant que « les sentiments patriotiques » d'Edmond Pognon « sont hors de cause ». Il fait donc partie des 19 personnes touchées par l'épuration à la Libération. Le 10 décembre 1945, le Conseil des archives et des bibliothèques lui administre un blâme, que le ministre transforme en une simple réprimande, avec perte d'ancienneté d'un an.
Nommé au département des Estampes en novembre 1944, il devient conservateur en 1952. Il contribue à mettre en valeur la collection de portraits, relancer le cabinet après la Guerre, publie trois volumes de l'Inventaire du fonds français du XVIIIe siècle et organise les expositions Saint-Simon et Manon Lescaut.
En 1953, il participe à la fondation de l'Association universelle des amis de Jeanne d'Arc.
Il termine sa carrière comme conservateur en chef du département des Cartes et Plans de 1964 à 1976.
Outre une intense activité dans l'inventaire des collections, il a organisé plusieurs expositions (Saint-Simon, Manon Lescaut, Paris d'hier et de demain, Copernic). Parallèlement, il a connu une importante activité d'historien en publiant tantôt des travaux érudits, tantôt des ouvrages de vulgarisation. Médiéviste de formation, il s'est notamment fait connaître comme le spécialiste de l'An Mille, publiant: l'An Mille (1947), Hugues Capet, roi de France (1967), La vie quotidienne en l'An Mille (1981), Hugues Capet, qui t'a fait roi (1987). Il a aussi publié De Gaulle et l'histoire de France (1970) ce qui lui vaut d'obtenir le prix Edmond Michelet, attribuée au meilleur livre écrit sur de Gaulle, prix qui fut décerné pour la première fois cette année-là. De Gaulle l'en remercie en l'assurant de sa « vive et cordiale sympathie »[réf. nécessaire]. Pognon affirma, dans une édition ultérieure de son livre, qu'il avait été le dernier qu'il avait lu avant sa mort et qu'il avait jugé qu'il correspondait à ses propres reflexions. Vient ensuite De Gaulle et l'Armée (1976).
Michel Debré, alors premier ministre du Général de Gaulle, lui a remis la Légion d'honneur en 1961. Il est officier de l'ordre national du Mérite (1968) et chevalier de l'ordre des Arts et des Lettres (1976), commandeur des Palmes académique.
Il est le père du journaliste Olivier Pognon,

## Expositions
- 1938 Les plus beaux manuscrits français du VIIIe au XVIe siècle conservés dans les Bibliothèques nationales de Paris : exposition, Paris, Bibliothèque nationale, 1938.
- 1955 Saint-Simon, 1675-1755, exposition organisée pour le 2e centenaire de sa mort du 5 juillet au 15 octobre 1955. Catalogue par Madeleine Laurain, Alice Garrigoux et Edmond Pognon. Saint-Simon à la Bibliothèque nationale par Julien Cain.
- 1956 Benjamin Franklin et la France, exposition organisée pour le deux cent cinquantième anniversaire de sa naissance, Paris, 1956. Catalogue par Françoise Gaston-Chérau et Edmond Pognon. Préface par Julien Cain.
- 1959 Marceline Desbordes-Valmore, 1786-1859, exposition du 22 décembre 1959 au 5 mars 1960. Catalogue par Roger Pierrot, Marie Cordroc’h et Edmond Pognon. Préface de Julien Cain.
- 1963 Manon Lescaut à travers deux siècles. Catalogue par Edmond Pognon et Gérard Willemetz. Préface de Julien Cain.
- 1965 Comité des travaux historiques et scientifiques. 90e Congrès national des sociétés savantes, Nice, 9-13 avril 1965. Exposition de cartes anciennes de Provence et d’anciens plans de villes provençales. Bibliothèque de la Faculté des sciences, Nice. Catalogue par Edmond Pognon.
- 1965 Cartes des costes du Poitou, XVIe – XVIIIe siècles, 20 juin-26 septembre 1965, catalogue par Pierre-René Chaigneau, préface par Edmond Pognon, Musée municipal des Sables-d’Olonne.
- 1966 Paris d’hier et de demain, Paris, 1966, catalogue par Edmond Pognon, avec la collaboration de Françoise Bonnin et Claire Ambroselli. Préface par Étienne Dennery.
- 1971-1972 La Terre et son image : 100 chefs-d’œuvre de la cartographie, de Marco Polo à La Pérouse : exposition organisée à l’occasion du cent cinquantième anniversaire de la Société de géographie, [25] novembre... 1971-8 janvier 1972.
- 1973 Nicolas Copernic ou la Révolution astronomique : exposition à Paris du 21 février au 1er avril] 1973.
- 1976 Saint-Simon ou « l’Observateur véridique » : exposition à Paris du 28 janvier-19 avril 1976.

## Publications
- 1939 Du nouveau sur Philippe de Vitri et ses amis [signé à la fin : E. Pognon.]
- 1943 Le Roman de Troïlle et Criseida. Traduction du poème de Boccace Il Filostrato par le sire de Beauveau... présentée par Edmond Pognon.
- 1943 Ovide Orphée, fragment des « Métamorphoses ». Pointes sèches de Reynold Arnould. Texte traduit et présenté par Edmond Pognon.
- 1943 Sonnets d'amour. [Par Ronsard, Joachim Du Bellay, Louise Labé, Rémy, Belleau, Etienne Jodelle, Agrippa d'Aubigné, etc.] Illustrés de gravures en taille-douce. [Par Dunoyer de Segonzac, Robert Bonfils, Camille Berg, Michel Ciry, J.-G. Daragnès, Luc-Albert Moreau, etc. Avant-propos sur le sonnet par Yves-Gérard le Dantec. Textes établis par E. Pognon.] (ex. à la Réserve des livres rares de la Bibliothèque nationale)
- 1946 Jean Bourdichon. « Les Heures d’Anne de Bretagne », Bibliothèque nationale, Ms. latin 9474. Texte par Emile Mâle... Légendes par Edmond Pognon, 25 p.
- 1946 Molière. Dom Juan ou le Festin de Pierre, comédie. Eaux-fortes de Pedro Florès. Avant-propos par Edmond Pognon, 186 p. ex. à la Réserve des livres rares de la Bibliothèque nationale)
- 1946 René d’Anjou. Traité de la forme et devis d’un tournoi. [Note d’Edmond Pognon], Paris, Ed. de la Revue Verve, 70 p.
- 1947 L'An mille, œuvres de Liutprand, Raoul Glaber, Adémar de Chabannes, Adalberon, Helgaud, réunies, traduites et présentées par Edmond Pognon (XLV-302 p.).
- 1948 Sainte Thérèse de l’Enfant-Jésus et de la Sainte-Face, par André Combes et Edmond Pognon, chez A. Michel, 62 p. (1re éd.)
- 1948 V. P. Victor-Michel. Essai sur le livre de qualité. Préface d’Edmond Pognon.
- 1950 Le Sens de l’histoire. [Signé : Edmond Pognon] extrait de Témoignages, n° 24, février 1950.
- 1951 Inventaire du fonds français. Graveurs du XVIIIe siècle, par Marcel Roux... avec la collaboration d’Edmond Pognon,... Tome 7e. Deny (Mlle Jeanne)-Du Duy-Delage
- 1952 Histoire du peuple français, publiée sous la direction de L.-H. Parias. Préface de Édouard Herriot, de Jeanne d’Arc à Louis XIV, 1380-1715, par Edmond Pognon, 1re éd., 385 p.
- 1952 Le Négrier. Édouard Corbière. [Introduction par Edmond Pognon.], Club du Bibliophile de France, 308 p.
- 1952 L’Éducation sentimentale. Gustave Flaubert... [Introduction par Edmond Pognon.] CBF
- 1952 Servitude et grandeur militaires. Alfred de Vigny. [Introduction d’Edmond Pognon.] CBF
- 1953 Botafogo [« O Cortiço »]. Aluizio de Azevedo. [Traduit du brésilien par Henry Gunet. Le Roman brésilien, par Edmond Pognon. Introduction par André Rousseaux.], 262 p.
- 1953 Madame Bovary. Gustave Flaubert. [Introduction d’Edmond Pognon.] CBF
- 1954 Le Seigneur de Jéricho. Edmond Nicolas. [Traduit du hollandais par Alida et Jean-Raoul Mengarduque. Le Roman hollandais moderne, par Edmond Pognon.], 326 p.
- 1955 Inventaire du fonds français. Graveurs du XVIIIe siècle, par Marcel Roux... avec la collaboration d’Edmond Pognon... Tome 8e. Duflos (Claude)-Ferée
- 1959 La Grèce, sa littérature, son génie, son histoire, par Edmond Pognon... CBF
- 1959 Les Portraits de Ronsard, essai d’épuration iconographique, par Edmond Pognon, art. dans Gazette des Beaux-Arts
- 1960 Alexis de Tocqueville. L’Ancien régime et la Révolution. Édition annotée par Edmond Pognon... et Jean Dumont. Textes de présentation de Pierre Gaxotte... et de Hubert Decaux, 287 p.
- 1962 Inventaire du fonds français, graveurs du XVIIIe siècle... tome 9, Par Edmond Pognon... et Yves Bruand... [Ferrand (François).-Gaucher (C.E.)]
- 1963 Historiens et chroniqueurs du Moyen âge. Robert de Clari. Villehardouin. Joinville. Froissart. Commynes. Édition établie et annotée par Albert Pauphilet. Textes nouveaux commentés par Edmond Pognon. [Nouvelle édition.], Gallimard, 1543 p., autre éd. en 1979 et en 1986.
- 1965 Rome... [antique] par Edmond Pognon, CBF, 394 p. en 4 vol.
- 1966 Hugues Capet, roi de France, présentation de Hugues Capet par Edmond Pognon. Textes de Hugues Capet, Richer, Gerbert, Helgaud... [etc. L’Infrastructure sociale et religieuse du règne de Hugues Capet, introduction de Gérard Walter.] A. Michel, 399 p.
- 1966 Les Dessins des grands maîtres [« Meisterzeichnungen »], choisis et publiés par J. E. Schuler. Présentation de Rolf Hänsler. Texte français de J. [Jacques] Peltier et E. [Edmond] Pognon, 236 p.
- 1968 Inventaire du fonds français, graveurs du XVIIIe siècle.... tome 10, Par Michèle Hébert, Edmond Pognon et Yves Bruand,... Avec la collaboration de Yves Sjöberg... Gaugain-Gravelot
- 1969 Un Prêtre de toujours, Marie-Joseph Chiron : 1797-1852 : fondateur de Sainte-Marie de l’Assomption, Roma, 289 p.
- 1970 De Gaulle et l’histoire de France, trente ans éclairés par vingt siècles, Paris, A. Michel, 1970.
- 1971 Histoire de la vie française.... 2, La Foi : XIIe, XIIIe, XIVe, XVe siècles, préface par Ed. Pognon
- 1974 Catalogue des cartes géographiques sur parchemin conservées au Département des cartes et plans, 87 p.
- 1976 De Gaulle et l’armée. Paris, Plon, 348 p., 1er Prix Fondation Pierre-Lafue 1977.
- 1977 Bersier, Jean Eugène (1895-1978) Jean Duvet : le maître à la licorne, 1485-1570 ?, Berger Levrult, 193 p.
- 1978 Boccace, le « Décaméron » : manuscrit enluminé du XVe siècle, 124 p.
- 1979 Les « Très riches heures du duc de Berry » : manuscrit enluminé du XVe siècle, Paris Sehers, 122 p.
- 1981 Histoire des présidents de la République : de Louis-Napoléon Bonaparte à Georges Pompidou. Nouvelle éd. avec deux nouveaux chapitres par E. Pognon, (1re éd. Plon 430 p.)
- 1981 La Vie quotidienne en l’an mille, 351 p. rééd. en 1992.
- 1982 Bibliographie descriptive des éditions anciennes et des principales éditions modernes des « Mémoires » du Duc de Saint-Simon : de la publication des premiers extraits jusqu’à l’édition du Tricentenaire, XII-259 p.
- 1986 René d’Anjou Le Livre des tournois du roi René : de la Bibliothèque nationale, Ms français 2695, introduction par François Avril, adaptation abrégée par E. Pognon, 85 p.
- 1987 Hugues Capet : « qui t’a fait roi ? », Stock, 233 p.
- 1989 Hugues Capet et la France féodale, Denoël, 1989.
- 1989 Histoire du peuple français. Tome 2, De la Renaissance à la Révolution : 1380-1789, 1re ed. en 1952 puis éd. 1965-1968, 385 p.
- 1989 Les Très riches heures du Duc de Berry (texte Edmond Pognon), Genève, Minerva, 122 p.
- 1991 Tristan et Iseut commenté par Cazenave et Pognon, 199 p.
- 1999 Histoire du peuple français. Tome II, De la Renaissance à la Révolution : 1380-1789 (rééd.), par E. Pognon et Pierre Lafue, 775 p.

## Distinctions
- Chevalier de la Légion d'honneur[17]
- Officier de l'ordre national du Mérite[18]
- Commandeur de l'ordre des Palmes académiques[19]
- Chevalier de l'ordre des Arts et des Lettres[20]

### Sources
Entretiens avec Edmond Pognon réalisés à son domicile les 8 et 11 novembre 2001 / Jean-Yves Sarazin, Marie-Odile Illiano, interview ; Edmond Pognon, participant. - Reproduction numérisée. - Paris, Bibliothèque nationale de France, 2001. - 3 disques compacts enregistrables (3 h 17 min 34 s).